# Futebol de Rua
Foot 2 rue (Futebol de Rua no Brasil ou Clube de Rua/Futebol de Bairro em Portugal), é uma série de televisão ítalo-francesa em desenho animado que conta a história de um grupo de garotos que praticam uma modalidade de futebol urbano. Foi exibido pelo Cartoon Network, no Brasil e reexibida no mesmo canal na Copa Toon, em junho de 2013 de segunda a sábado. Em Portugal, foi exibido pela RTP2 no espaço infanto-juvenil Zig Zag e mais tarde pela SIC K.
A série é baseada no livro de Stefano Benni, La Compagnia dei Celestini.

## Sinopse
Sebastian (Tag), Gabriel, e os irmãos Tek e Nox são residentes do Instituto Riffler, cujo diretora é a Sra. Adelaide. Tag é orfão, os pais de Gabriel moram em continentes diferentes, os irmãos Tekno são de uma família muito numerosa, e não há espaço suficiente para viver com seus pais. Eloise Riffler é descendente do Conde Riffler, o homem que criou o instituto. Seus pais são ricos e gastam mais tempo no telefone do que com sua filha. Felizmente, ela pode sempre contar com sua avó, gentil e atenciosa. Ela sempre gostou do Futebol de Rua, assim como os meninos do Instituto.

## Personagens secundários
- Ben Webert - Jogou Futebol de Rua na equipe dos 'Sangliers Magiques'. É o meio-irmão de Jeremias (Jeremy).
- Chrono - Também conhecido como Treinador, é o guardião do Instituto Riffler e amigo das crianças. Seu apelido se deve ao seu cronômetro, que sempre está em seu pescoço.
- Dario - Treinador dos Azuis no episódio 17 da 3ª temporada.
- Inspetor Pradet "Emiliano" - Guarda de policia da cidade de Marie-Port. Era inimigo do Futebol de Rua na primeira temporada, algo que não se repetiu na segunda.
- Louis Ornando "Fédé" - Ex- jogador de futebol profissional, ele conquistou três Copa do Mundo de Futebol pela França, é o presidente do Futebol de Rua.
- Madame Véra" - Grande inimiga do Futebol de Rua, chama os jogadores de "Piratas da Rua". É dona da boutique de frutas.
- Sra. Wong - Professora de Música no Instituto  Riffler. É a mãe de Dragãozinho.
- Sra. Adelaide - Diretora do Instituto Riffler; é muito rigorosa, mas também justa e protetora com seus alunos. Descobrimos no episódio "Dragões de Shanghai" que ela sabe do envolvimento de seus alunos com o Futebol de Rua.
- Robert "Mahatma" - É o primo do Tubarão, ele apareceu no episódio "Um coração partido" da 2ª temporada.
- Mestre Win - Grande mestre de artes marciais que ensina Jeremias em sua passagem pela Ásia.
- Sr. Albert - Nos primeiros episódios, ele odeia o Futebol de Rua, mas rapidamente se tornou um grande defensor e se tornou o presidente do fã clube dos Azuis. Tem um salão de cabelo na Praça Velha, em Marie-Port. É o dono do cão Marcel.
- Pablo Arias Echervane - Pablo é o pai de Tag, ele aparece no episódio 26 (Pra Sempre Azuis, 3ª temporada).
- Dragãozinho - Adora o Futebol de Rua e sonha em se tornar um grande campeão como Tag.
- Tubarão (Shark) - É o chefe do porto e do Futebol de Rua de Marie-Port. Grande amigo dos Azuis e de Tag. Ele e seus amigos são órfãos e vivem no porto. Ele também ajuda a gerenciar a Federação Mundial de Futebol de Rua na 3ª temporada.
- Roger Maroni - É o prefeito de Marie-Port e grande inimigo do Futebol de Rua na primeira temporada.
- Tony - Tony foi o primeiro goleiro dos Azuis.  Covarde e ambicioso, fugiu durante a partida contra os Tubarões do Porto (1ª temporada), e foi imediatamente substituído por Eloise.
- Vitória - Vitória era a melhor amiga de Eloise quando pequena, até ela se mudar de escola. Jurou se vingar de Eloise. Na  3ª temporada, ela passa a jogar pelos Golfinhos.
- Nicolas Anelka - Jogador campeão europeu pela França, aparece na história como grande amigo de Fedé. Participa de dois episódios da 3ª temporada.

## 1ª Temporada Campeonato de Rua (Palmeiras)
|  | Equipes                | Resultado | Equipes                 | Nat            | Local                                               |  |  |
|  | ---------------------- | --------- | ----------------------- | -------------- | --------------------------------------------------- |  |  |
|  |                        | 2-1       |                         |                |                                                     |  |  |
|  | Miguel,Rafael,Vinicius | 3-3       | Tubarões do Porto       | França Itália  | Velha praça, Marie-Port                             |  |  |
|  | Azuis de Marie-Port    | 1-0       | Os 5 capitães           | França Itália  | Fábrica de Sardinhas, Marie-Port                    |  |  |
|  | Azuis de Marie-Port    | 1-1       | Tigres de Papel         | China          | Pagode (Chinatown), Marie-Port                      |  |  |
|  | Fantasmas da cidade    | 2-1       | Os Vagabundos do Parque | França Itália  | Terreno ao lado da Fábrica de Sardinhas, Marie-Port |  |  |
|  | Azuis de Marie-Port    | 3-2       | Diabos do Bronx         | Estados Unidos | Terreno Vazio, Marie-Port                           |  |  |
|  | Azuis de Marie-Port    | 2-2       | Equipe "Z" (Zidane)     | França Itália  | Mercado Municipal, Marie-Port                       |  |  |
|  | Azuis de Marie-Port    | 2-2       | Tubarões do Porto       | França Itália  | Praia, Marie-Port                                   |  |  |

### Torneio do Porto
- Semi-Final

| Nat           | Equipe 1                | Resultado | Equipe 2                       | Nat                  | Local         | Data, hora | Episódio |
| ------------- | ----------------------- | --------- | ------------------------------ | -------------------- | ------------- | ---------- | -------- |
| França Itália | Os Vagabundos do Parque | 3-2       | Barracudas do Centro Comercial | França Itália        | ?, Marie-Port | -          | 4        |
| França Itália | Azuis de Marie-Port     | 4-3       | Fantasmas da Cidade            | França Itália França | ?, Marie-Port | -          | 4        |
| França Itália | Tubarões do Porto       | 2-1       | Vampiros de Boulevard          | França Itália        | ?, Marie-Port | -          | 4        |

- Final

| Nat           | Equipe 1            | Resultado | Equipe 2                | Nat           | Local                   | Data, hora | Episódio |
| ------------- | ------------------- | --------- | ----------------------- | ------------- | ----------------------- | ---------- | -------- |
| França Itália | Azuis de Marie-Port | 4-5       | Os Vagabundos do Parque | França Itália | Várias Ruas, Marie-Port | -          | 5        |

### Eliminatórias da Copa do Mundo - Europa
- Quartas de Finais

| Nat           | Equipe 1               | Resultado | Equipe 2                        | Nat           | Local                                      | Data, hora | Episódio |
| ------------- | ---------------------- | --------- | ------------------------------- | ------------- | ------------------------------------------ | ---------- | -------- |
| França Itália | Azuis de Marie-Port    | 3-2       | Os Vagabundos do Parque         | França Itália | Acesso a rodovia nova, Marie-Port          | -          | 8        |
| França Itália | Vampiros de Boulevards | 2-1       | Pequenos Dragões                | França Itália | Estacionamento do supermercado, Marie-Port | -          | 8        |
| França Itália | Tubarões do Porto      | 4-0       | Tigres de Papel                 | China         | , Marie-Port                               | -          | 8        |
| França Itália | Fantasmas da Cidade    | 1-0       | Barracudas do Central Comercial | França Itália | ?, Marie-Port                              | -          | 8        |

- Semifinal

| Nat           | Equipe 1               | Resultado | Equipe 2            | Nat           | Local                                               | Data, hora | Episódio |
| ------------- | ---------------------- | --------- | ------------------- | ------------- | --------------------------------------------------- | ---------- | -------- |
| França Itália | Vampiros de Boulevards | 1-2       | Fantasmas da cidade | França Itália | Acesso a rodovia nova, Marie-Port                   | -          | 8        |
| França Itália | Azuis de Marie-Port    | 2-1       | Tubarões do Porto   | França Itália | Terreno ao lado da Fábrica de Sardinhas, Marie-Port | -          | 8        |

- Final

| Nat           | Equipe 1            | Resultado | Equipe 2            | Nat           | Local      | Data, hora | Episódio |
| ------------- | ------------------- | --------- | ------------------- | ------------- | ---------- | ---------- | -------- |
| França Itália | Azuis de Marie-Port | 5-4       | Fantasmas da cidade | França Itália | Marie-Port | -          | 9        |

### Copa do Mundo
Na primeira edição da Copa do Mundo de Futebol de Rua, oito equipes de diferentes países lutam para vencer a competição.
- Primeira Fase

| Nat           | Equipe 1              | Resultado       | Equipe 2              | Nat            | Local                                               | Data, hora | Episódio |
| ------------- | --------------------- | --------------- | --------------------- | -------------- | --------------------------------------------------- | ---------- | -------- |
| França Itália | Azuis de Marie-Port   | 3-2             | Diabos do Bronx       | Estados Unidos | Acesso a nova rodovia, Marie-Port                   | -          | 11       |
| França Itália | Azuis de Marie-Port   | 1-2             | Cangurus da Austrália | Austrália      | ?, Marie-Port                                       | -          | 12       |
| Brasil        | Meninos do Brasil     | 2-1             | Diabos do Bronx       | Estados Unidos | Ferro-velho, Marie-Port                             | -          | 13       |
| França Itália | Azuis de Marie-Port   | 2-2, 0-1 t.a.b. | Meninos do Brasil     | Brasil         | Cinema aberto, Marie-Port                           | ?, 16h00   | 14       |
| Marrocos      | Escorpiões do Deserto | 5-0             | Cobras de Calcutta    | Índia          | Terreno ao lado da fábrica de sardinhas, Marie-Port | -          | -        |
| França Itália | Azuis de Marie-Port   | 1-0             | Leões Africanos       | África do Sul  | Acesso a nova rodovia, Marie-Port                   | -          | -        |
| França Itália | Azuis de Marie-Port   | 4-3             | Escorpiões do Deserto | Marrocos       | Ferro-velho, Marie-Port                             | ?, 21h00   | 19       |
| França Itália | Azuis de Marie-Port   | 5-4             | Cobras de Calcutta    | Índia          | Ferro-velho, Marie-Port                             | -          | 20       |
| Brasil        | Meninos do Brasil     | 3-0             | Dragões de Shanghai   | China          | Armazém do antigo Porto, Marie-Port                 | -          | -        |
| França Itália | Azuis de Marie-Port   | 3-1             | Dragões de Shanghai   | China          | Armazém do antigo Porto, Marie-Port                 | ?, 18h00   | -        |

- Jogo de volta

| Nat           | Equipe 1            | Resultado | Equipe 2              | Nat      | Local             | Data, hora | Episódio |
| ------------- | ------------------- | --------- | --------------------- | -------- | ----------------- | ---------- | -------- |
| França Itália | Azuis de Marie-Port | 4-3       | Escorpiões do Deserto | Marrocos | Praia, Marie-Port | -          | 20       |

- Quartas de Final

| Nat           | Equipe 1            | Resultado | Equipe 2              | Nat           | Local                               | Data, hora | Episódio |
| ------------- | ------------------- | --------- | --------------------- | ------------- | ----------------------------------- | ---------- | -------- |
| França Itália | Azuis de Marie-Port | 4-3       | Leões Africanos       | África do Sul | Armazém do antigo Porto, Marie-Port | ?, 16h00   | -        |
| Brasil        | Meninos do Brasil   | 3-0       | Escorpiões do Deserto | Marrocos      | , Marie-Port                        | -          | -        |

- Semifinal

| Nat           | Equipe 1            | Resultado | Equipe 2              | Nat       | Lieu                                | Data, hora | Episódio |
| ------------- | ------------------- | --------- | --------------------- | --------- | ----------------------------------- | ---------- | -------- |
| França Itália | Azuis de Marie-Port | 3-2       | Cangurus da Austrália | Austrália | Armazém do antigo Porto, Marie-Port | -          | 24       |
| Brasil        | Meninos do Brasil   | 1-0       | Dragões De Shanghai   | China     | Velha praça, Marie-Port             | -          | 25       |

- Final

| Nat           | Equipe 1            | Resultado | Equipe 2          | Nat    | Lieu                    | Data, hora | Episódio |
| ------------- | ------------------- | --------- | ----------------- | ------ | ----------------------- | ---------- | -------- |
| França Itália | Azuis de Marie-Port | 1-0       | Meninos do Brasil | Brasil | Velha praça, Marie-Port | -          | 26       |